# Karang Lantang (Muara Jaya)
Karang Lantang is een bestuurslaag in het regentschap Ogan Komering Ulu van de provincie Zuid-Sumatra, Indonesië. Karang Lantang telt 1400 inwoners (volkstelling 2010).